# ستيف هانلي
ستيف هانلي (بالإنجليزية: Steve Hanley)‏ هو لاعب اتحاد الرغبي بريطاني، ولد في 11 يونيو 1979 في وايتهفن ‏ في المملكة المتحدة.

## وصلات خارجية
- ستيف هانلي عل موقع إسبنسكروم (الإنجليزية)
- ستيف هانلي على موقع ItsRugby.co.uk (الإنجليزية)